# Cerkiew Opieki Bogurodzicy w Chyrowej
Cerkiew Opieki Bogurodzicy w Chyrowej – dawna łemkowska cerkiew greckokatolicka, wzniesiona w XVIII wieku. 
Obecnie rzymskokatolicki kościół filialny pw. Narodzenia Najświętszej Marii Panny.
Obiekt wpisany na listę zabytków w 1985 roku i włączony do podkarpackiego Szlaku Architektury Drewnianej.

## Historia
Nie jest znana dokładna data wybudowania cerkwi. Na nadprożu portalu babińca umieszczona została data 21 czerwca 1780 r. i tę datę najczęściej przyjmuje się za datę powstania świątyni, choć istnieją również przypuszczenia, że murowane prezbiterium i zakrystia wybudowane zostały wcześniej, nawet w 1707. W 1932 cerkiew została gruntownie wyremontowana, a jej wnętrze ozdobione zostało barwną polichromią. W 1947 cerkiew przejęła rzymskokatolicka parafia w Dukli. Budowla niszczała na skutek braku remontów. W 1982 rozpoczęto nawet rozbiórkę obiektu, jednak szybko została ona wstrzymana. W 1983 cerkiew przejęła parafia w Iwli. Pod koniec lat osiemdziesiątych rozpoczęto remont świątyni.

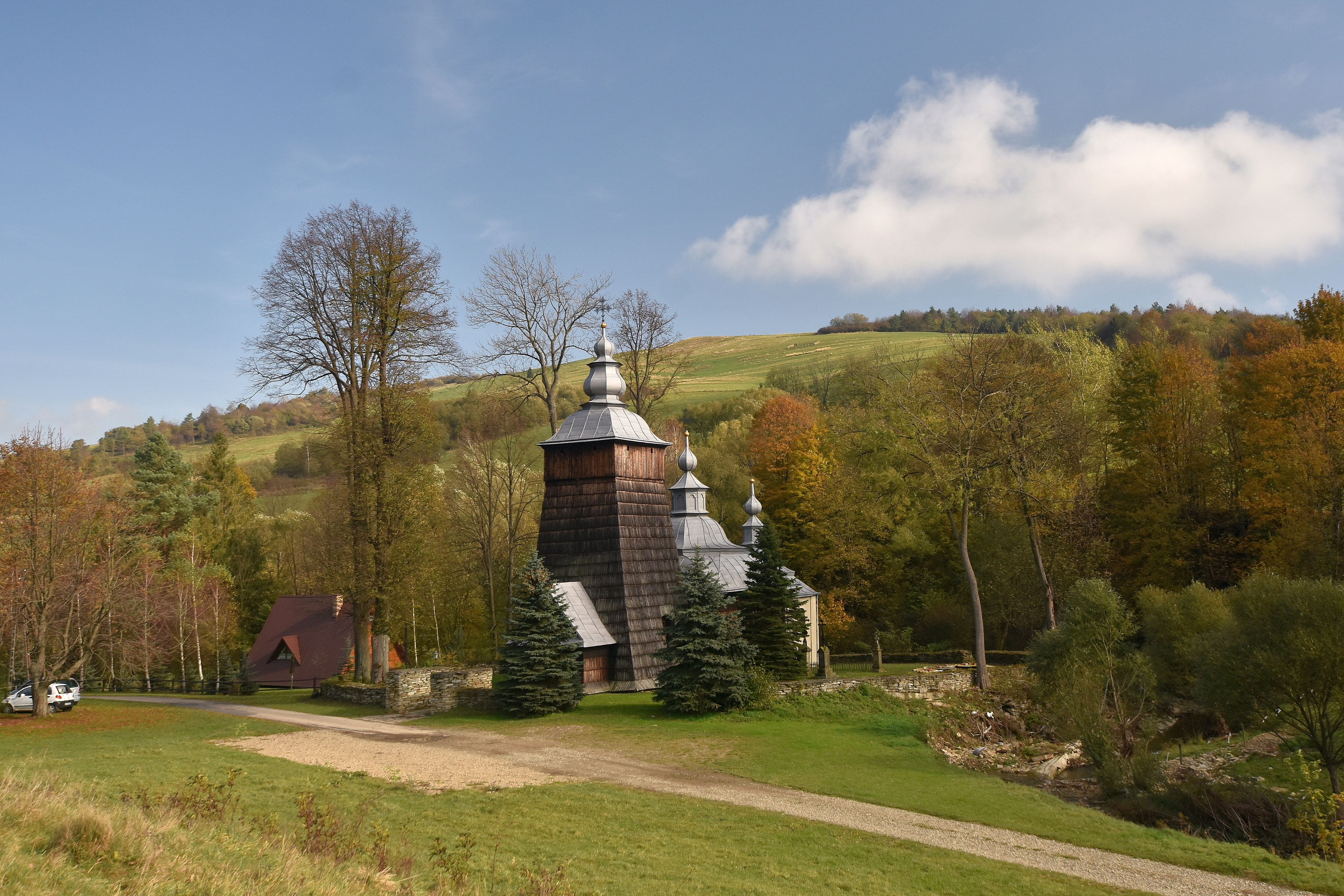
Widok ogólny
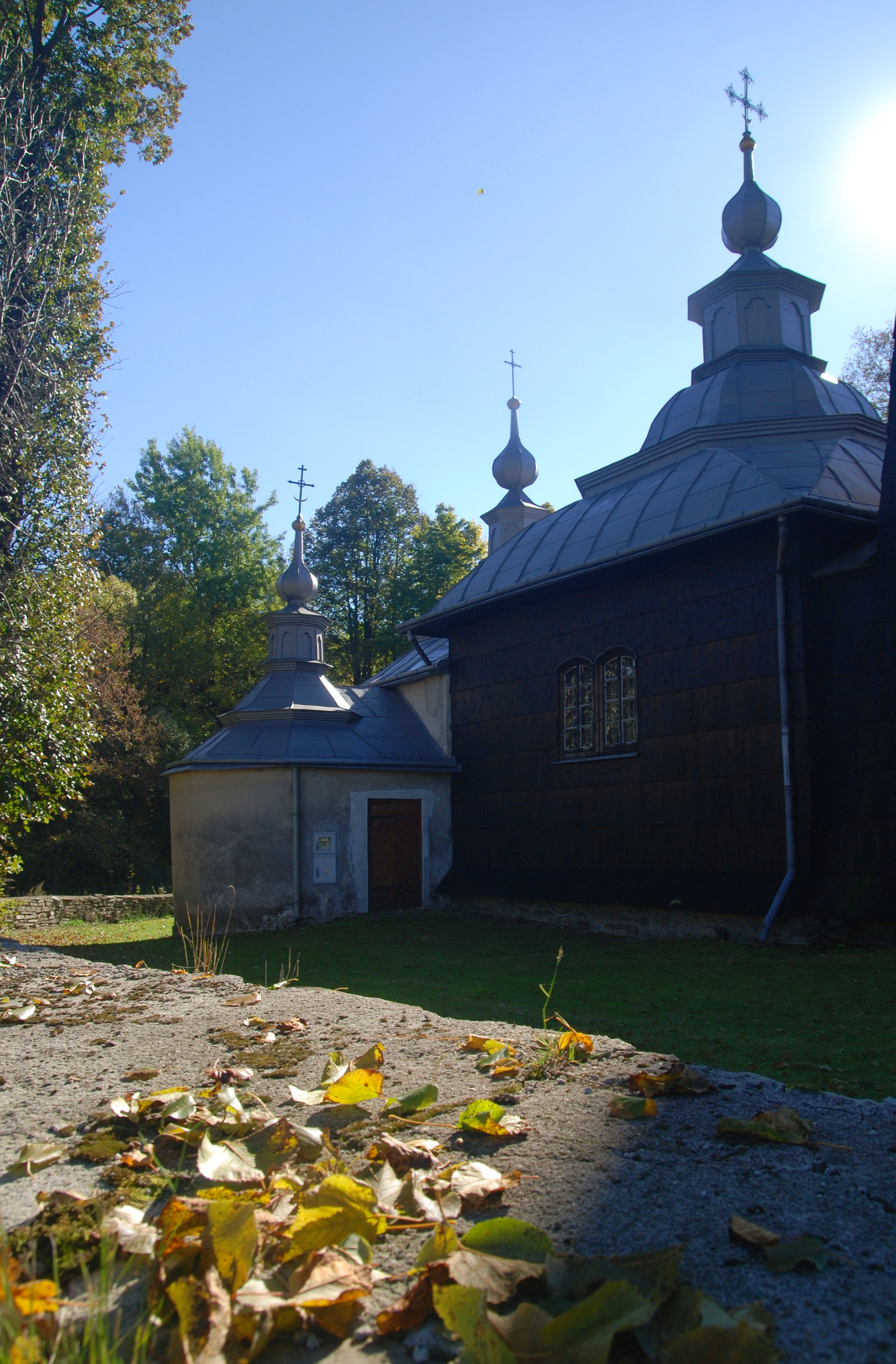
Od północy
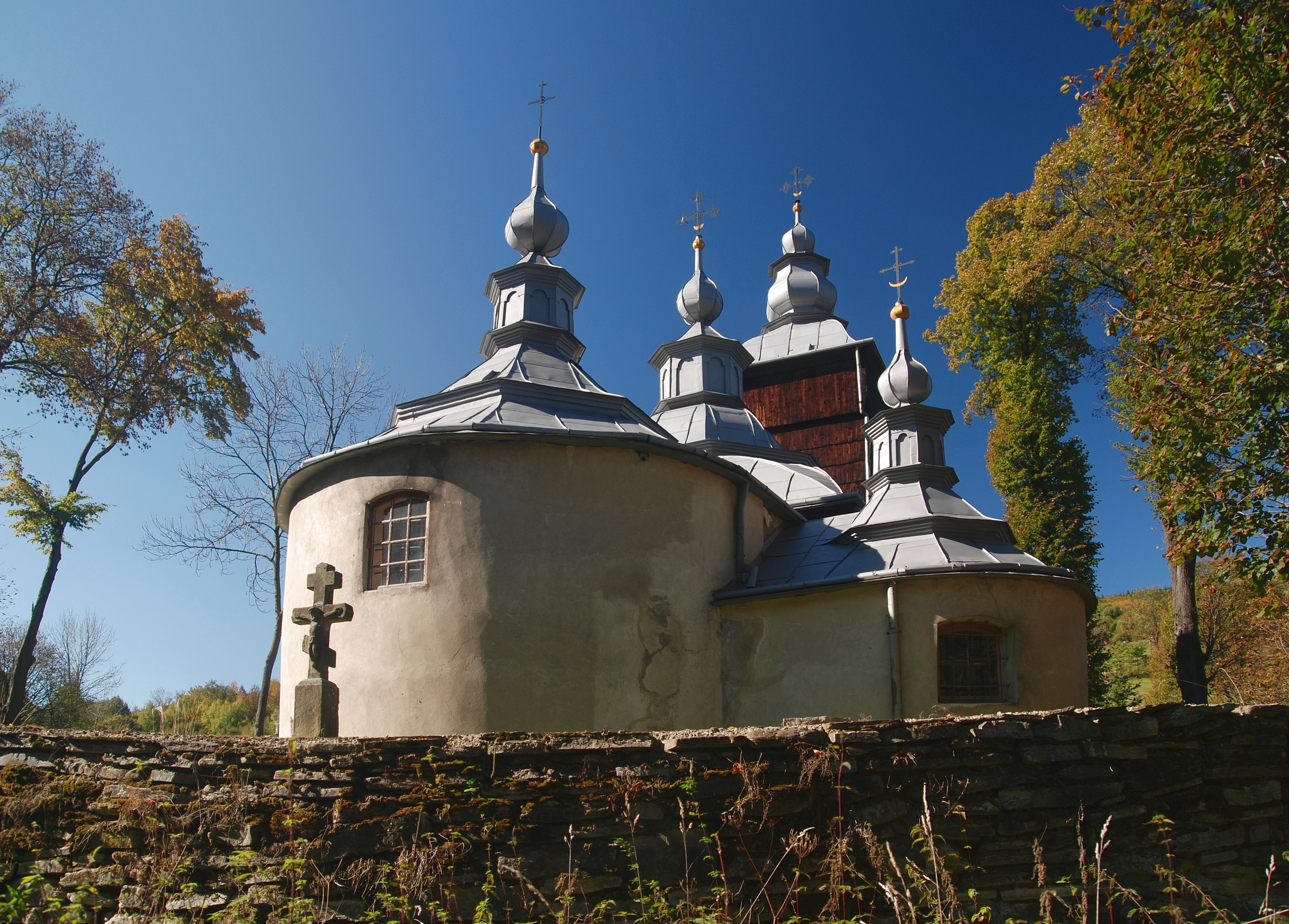
Od wschodu

## Architektura i wyposażenie
Cerkiew w Chyrowej jest świątynią orientowaną, trójdzielną. Zamknięte półkoliście prezbiterium i sąsiadująca z nim od północy zakrystia murowane, nawa i babiniec drewniane, o konstrukcji zrębowej. Wieża słupowa.
Na ścianach babińca i nawy znajdują się resztki polichromii z 1932 roku, której większa część została usunięta w latach 80. z powodu zniszczenia przez wilgoć. Pomiędzy nawą a prezbiterium rokokowy ikonostas, gruntownie odnowiony na początku lat 90. Za barokowym ołtarzem z XVIII wieku cudowny obraz Matki Boskiej z Dzieciątkiem.

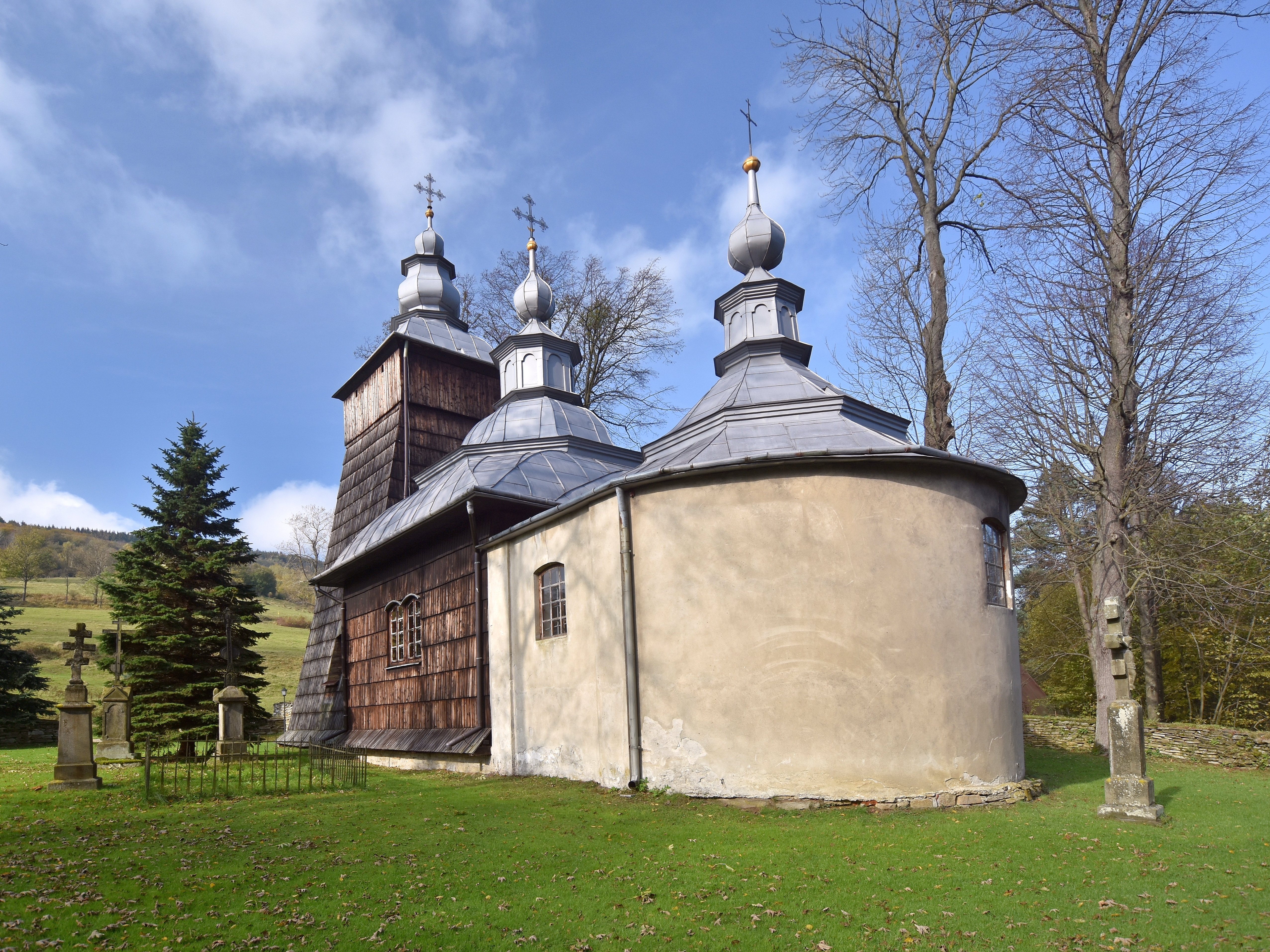
Od południa
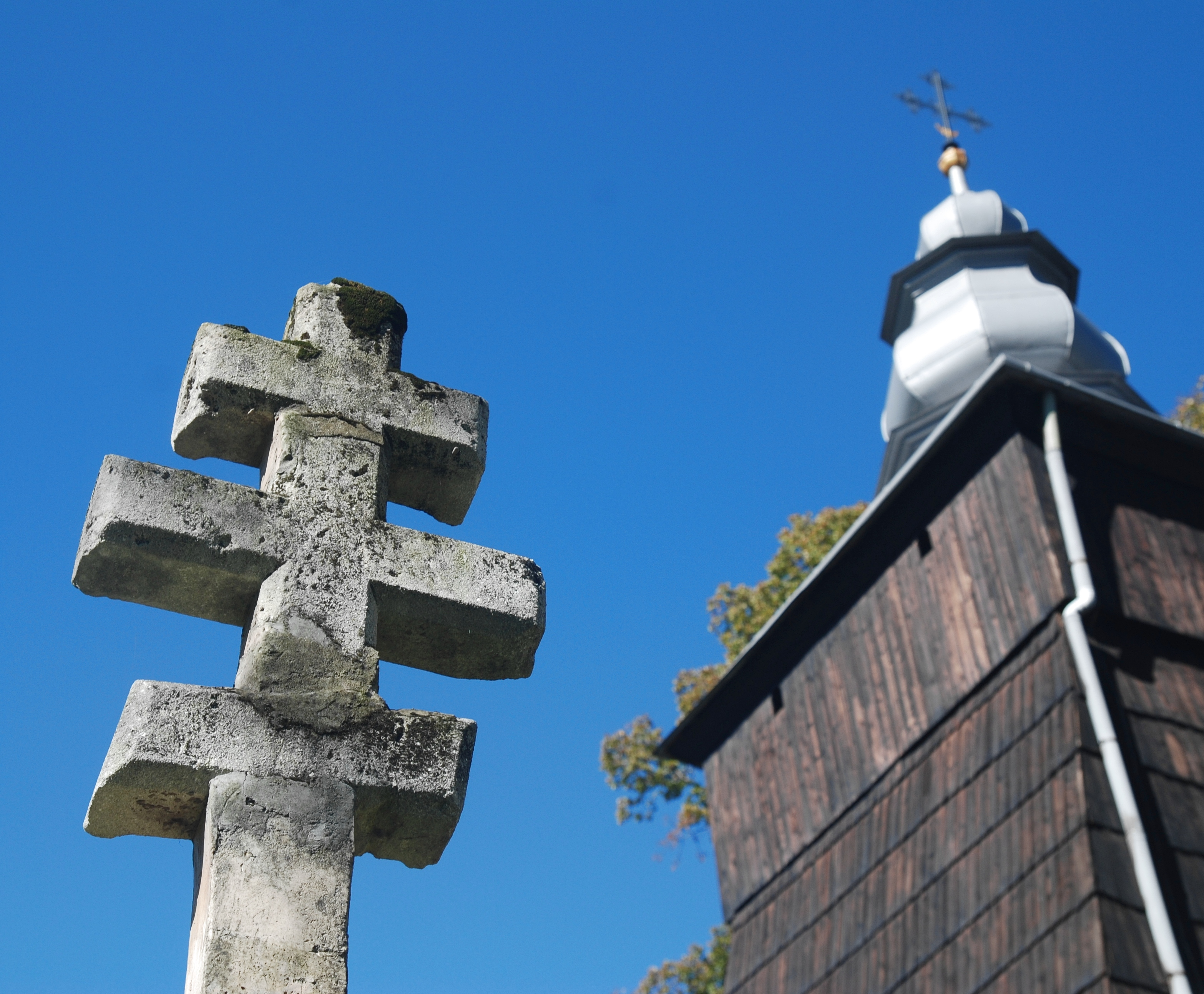
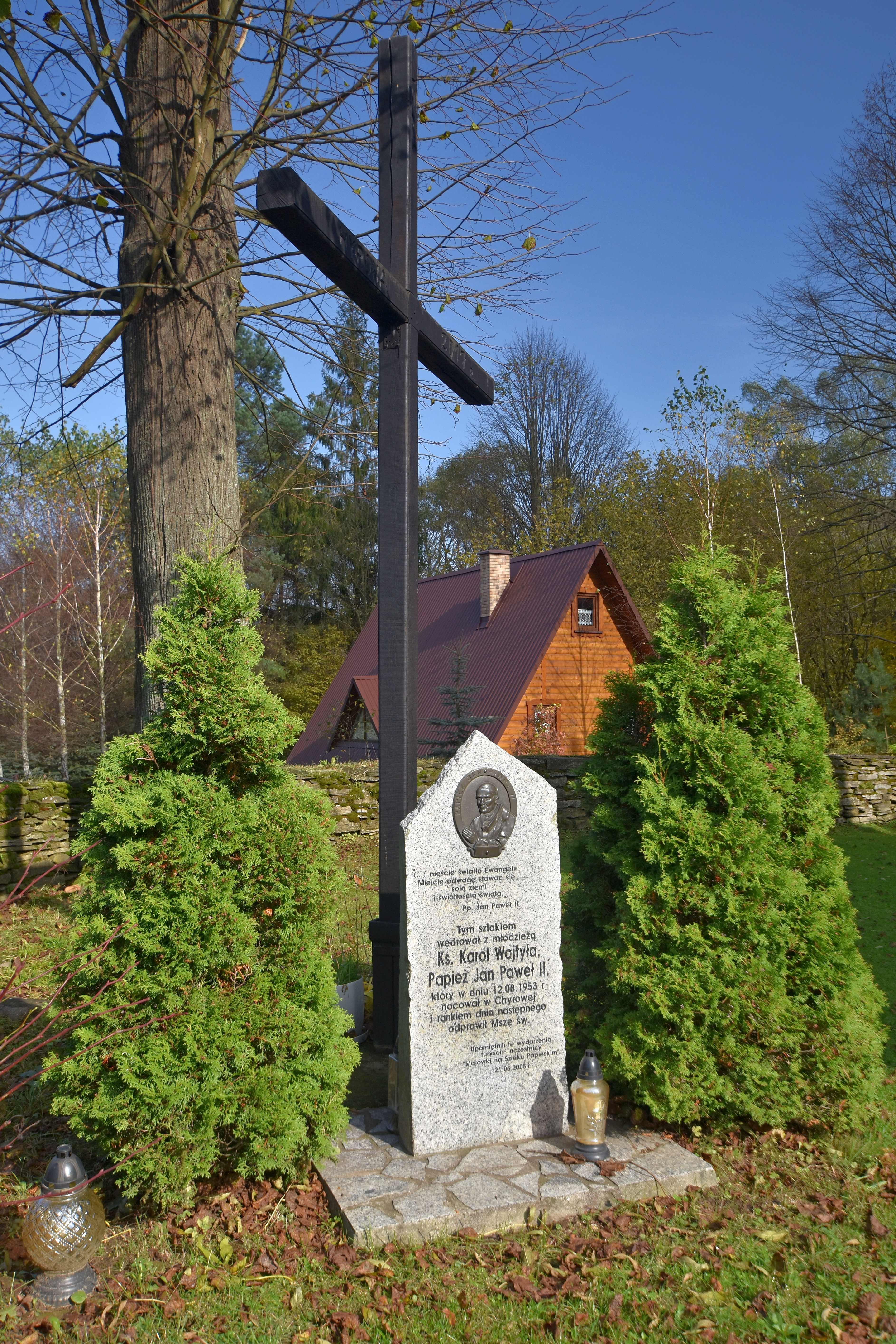
Otoczenie

## Legenda
Miejscowa tradycja głosi, że w Chyrowej na jednym z drzew w cudowny sposób pojawił się obraz Matki Boskiej z Dzieciątkiem. Mimo prób zabrania obrazu na Słowację wrócił on jednak do Chyrowej. Uznano to za cud i dla obrazu wybudowano specjalnie świątynię. Jeszcze w okresie międzywojennym do cudownego obrazu odbywały się liczne pielgrzymki.